# Oswaldella crassa
Oswaldella crassa is een hydroïdpoliep uit de familie Kirchenpaueriidae. De poliep komt uit het geslacht Oswaldella. Oswaldella crassa werd in 1998 voor het eerst wetenschappelijk beschreven door Peña Cantero & Vervoort. 